# Bleijenburg 38
De Hogere Burger School van 's-Gravenhage werd in 1874 gevestigd in een nieuw pand aan de Bleijenburg 38, naar ontwerp van architect B. Reinders. Het werd toen gebouwd als de Eerste Gemeentelijke Hoogere Burger School. De school verliet het pand in 1913.

## Geschiedenis
De Hoogere Burgerschool werd in 1865 opgericht. In 1873 werd met de bouw van het nieuwe schoolgebouw aangevangen. Het staat op de plek waar daarvoor de gemeentelijke armeninrichting stond. Aan de achterzijde van de school werden in 1912 en 1950 uitbreidingen gebouwd. In 1913 verhuisde de EHBS naar een schoolgebouw aan de 3de van den Boschstraat. Het schoolgebouw werd het volgende schooljaar betrokken door de HBS voor Meisjes in Den Haag, deze bleef tot 1932 in dit gebouw. Later kwam het Rijks-Opleidingsinstituut voor Belastingambtenaren (ROB) in het gebouw.
De omgeving van het pand is sinds 1971 beschermd als Rijksbeschermd stadsgezicht. De school zelf werd in 1993 aangewezen als rijksmonument, met uitzondering van de twee latere bouwdelen die geen deel uit maken van het rijksmonument. Eind jaren '90 werd het gebouw onderdeel van de Koninklijke Academie van Beeldende Kunsten. In 2012 werd het pand gerestaureerd, met name de toestand van de voorgevel was matig. Delen van de gevel konden naar beneden vallen, doordat de doken (ankers) waarmee de natuursteen gevel was vastgemaakt naar beneden konden vallen. Om te voorkomen dat mensen gewond zouden raken, werden er schermen geplaatst (zie foto). De restauratie werd ook genomineerd voor de Monumentenprijs Den Haag van 2013. Tijdens de restauratie onderzocht een groep Belgische studenten het pand. Zij kwamen er achter dat het wapen bovenop de gevel leeg was gebleven, terwijl de architect hier het gemeentewapen van Den Haag had ingetekend. De EHBS heeft hier ook nog enige tijd in zwart het monogram "HBS" geplaatst. Omdat de steen met wapenschild en guirlandes vervangen moest worden, is er ook voor gekozen om het gemeentewapen er in te plaatsen. In de nieuwe steen is ook het jaartal 2012 geplaatst, omdat dat jaar de restauratie van de voorgevel werd afgerond.

## Exterieur
De voorgevel is opgetrokken in een, voornamelijk, Venetiaans renaissance-stijl. Het bestaat uit drie bouwlagen en is drie vensterassen breed. De vensters bestaan uit gekoppelde vensters. Alle vensters hebben bovenin een sluitsteen. De vensterassen worden op alle verdiepingen, per verdieping, van elkaar gescheiden door verdiepte pilasters. De kapitelen van de pilasters op de begane grond en eerste verdieping zijn versierd met eierlijsten. De boogzwikken op deze verdiepingen zijn voorzien van gebeeldhouwde vullingen. De basementen van de pilasters op de verdieping zijn versierd met festoenen. De verdiepingen worden van elkaar gescheiden door geprofileerde lijsten. 
De gevel bestaat uit natuursteenplaten voor een bakstenen muur. Een groot aantal platen is niet origineel. Tijdens de restauratie van 2012 zijn deze platen vervangen, omdat de oude doken zijn gaan roesten en daardoor gaten in het natuursteen hebben veroorzaakt. Helemaal bovenaan de gevel staan drie vazen met onder de middelste een boogvormig fronton met daaronder een met een stedenkroon gekroond sierschild. Op de kroonlijst staan op de hoekpunten en op het middendeel siervazen. De siervazen zijn versierd met maskerkoppen en guirlandes.
Het hekwerk dat het schoolplein van de straat scheid behoort ook tot het monument. Dit hek werd in 2013 gerestaureerd. De natuursteen blokken in het hekwerk werden in 2013 iets verouderd, zodat zij nog een geheel vormen met de natuursteen platen in de voorgevel.

## Interieur
De vestibule is opgedeeld in drie beuken met gemetselde graatgewelven die op bakstenen pijlers steunen. Deze ruimte geeft toegang tot de grote hal. Deze hal is voorzien van pijlers op hardstenen voeten en met kapitelen met palmetten. De ruimte heeft gepleisterde wanden en een cassettenplafond. De vloer is betegeld met hardstenen tegels. De hal op de verdieping is gelijkend aan de hal op de begane grond.
Het trappenhuis is links in de hal geplaatst. Het buitenlicht komt door getoogde vensters. In de muren zijn getoogde nissen aangebracht. Het plafond heeft een ovalen middenstuk. De trap heeft een houten balusterleuning.

## Bekende oud-leerlingen
- Louis Couperus

## Trivia
- Het gebouw vertoonde overeenkomsten in stijl met het Hotel des Galéries in Scheveningen.[3] Dit hotel werd in 1876 gebouwd naar ontwerp van H.J. van den Brink en in 1972 gesloopt.
- Architect Reinders werd in 1875 benoemd tot architect-directeur van Gemeentewerken. Hij ontwierp in die functie ook de gemeentelijke apotheek op de hoek van de Prinsestraat en de Molenstraat.[3]

## Bron
- Monument 459704 – Bleijenburg 38 2511 VD te 's-Gravenhage. Rijksdienst voor het Cultureel Erfgoed (19 oktober 1993). Gearchiveerd op 14 juni 2021. Geraadpleegd op 6 augustus 2020.